# پانچلاین (شخصیت کمیک)
پانچلاین (به انگلیسی: Punchline) با نام اصلی الکسیس کِی، یک شخصیت خیالی در کتاب‌های کامیک آمریکایی منتشر شده توسط دی‌سی کامیکس است که اغلب با شخصیت ابرشرور جوکر مرتبط است. این شخصیت توسط نویسنده جیمز تاینین و طراح خورخه خیمنز خلق شده است که برای اولین بار در شمارهٔ ۸۹ از مجموعه کمیک بتمن (آوریل ۲۰۲۰) در طی آرک داستانی جنگ جوکر حضور پیدا کرد.
الکسیس کِی یک دانش‌آموز کالج است که پس از برخورد با جوکر در یک مسافرت شوم دبیرستانی، نسبت به جوکر وسواس پیدا می‌کند و شیفتهٔ او می‌شود. کِی برای جرمی که در چند وقت اخیر انجام داده بود به مجازات مرگ محکوم شده بود، اما او خود را بی‌گناه می‌دانست. زمانی که از دادگاه آزاد می‌شود، نقشه‌ای برای تبدیل شدن به دستیار و دوست‌دختر جدید جوکر می‌کشد.